# Arsenal pontifical
L’Arsenal pontifical, en italien : Arsenale pontificio se trouvait dans le port fluvial de Ripa Grande de Rome en Italie. Il se trouvait juste en aval du Pont antique Sublicius, en italien : Ponte Sublicio.

## Généralités
Le port de Ripa Grande a été le port fluvial de Rome ; les marchandises y étaient stockées avant de monter ou descendre le Tibre vers le port de Fiumicino. La construction des digues en a effacé l'existence mais quelques lieux en gardent encore la trace et le nom de lieux : il en reste également deux rampes d'accès à la rive du fleuve : le port est appelé Porto di Ripa Grande : il s'agit en fait de la section du Tibre, qui s'écoule le long du complexe de San Michele et qui en raison de l'étroite via del Porto du Tibre mène à Santa Cecilia et Santa Maria dell'Orto.

## Le port

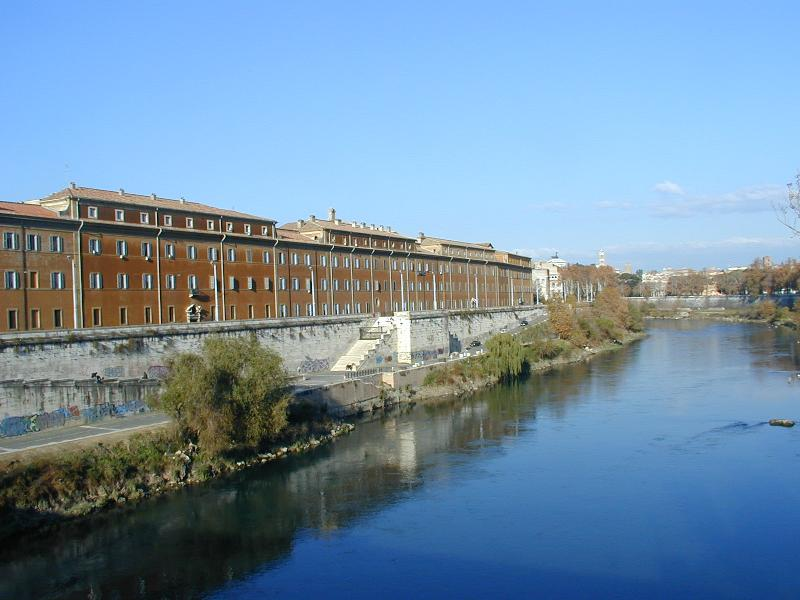
Les rampes du port de Ripa grande

À l'époque romaine, le port de Rome était Ostie. Les marchandises destinées à la ville remontaient alors le Tibre, le long duquel existaient différents quais aux fonctions spécialisées. L'Emporion  devait se situer sur la rive gauche du Tibre, à proximité du Testaccio, où sont visibles les traces du Portique de Aemilia et l'Emporium, loin en dessous de la colline de l'Aventin, qui à l'époque impériale était très peuplé.
La zone du port n'a jamais complètement cessé de fonctionner à la fin de l'empire et même au cours du Moyen Âge ; c'était un lieu d'arrivage pour les pèlerins et pour les marchandises. Les quais sont restés actifs pour l'artisanat (menuiserie, stockage, bâtiments de service) et les bâtiments militaires affectés au trafic fluvial et à son contrôle fiscal.
Le port fluvial de Ripa Grande, qui était le port principal du Tibre était beaucoup moins important que celui de Ripetta ; il est reconstruit au XVIIe siècle face à l'ancien Emporium, de l'autre côté du Tibre et un peu plus haut que son emplacement précédent, juste à l'intérieur de la Porta Portuensis, après qu'elle a été démolie.

## L'arsenal

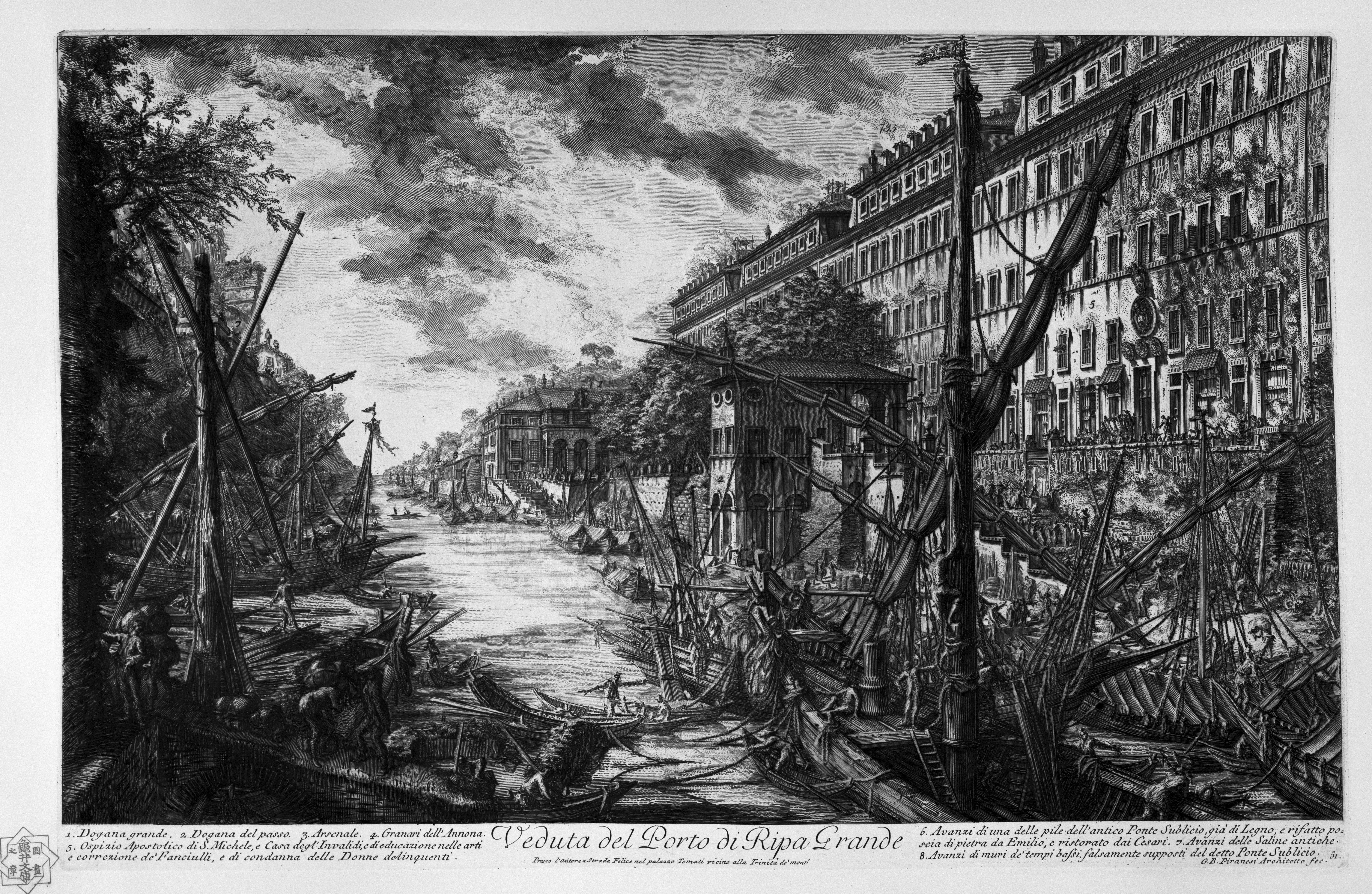
Vue du port di Ripa Grande tableau de Giovanni Battista Piranesi.

Les activités de construction de navires de guerre existent autour du port de Ripa jusqu'au XVIe siècle c'est-à-dire les guerres avec l'Empire ottoman. Toutefois après la bataille de Lépante (1571), les activités portuaires deviennent principalement commerciales (comprenant l'entretien et l'aménagement du canal navigable, les activités douanières et autres).
Juste à l'extérieur de la Porta Portuensis, le pape Clément XI ordonne la construction du nouvel arsenal papal, pour l'entretien des embarcations de rivière, mais aussi la navigation commerciale du pape. Le choix de l'emplacement, juste à l'extérieur des limites, est lié au choix de réduire la pression fiscale sur les matériels utilisés.
Le bâtiment de l'arsenal, dont l'architecte est inconnu, est conçu à l'identique de celui de Civitavecchia, dont la construction a été dirigée par Gian Lorenzo Bernini et complétée par Domenico Fontana, cinquante ans auparavant. Il est construit entre 1714 et 1715, à plus petite échelle, ses fonctions étant plus limitées.
L'Arsenal est utilisé entre autres choses, en 1798, comme entrepôt pour les œuvres d'art volées par les Français de Napoléon, avant de les envoyer en France.
L'installation fonctionne jusqu'à la fin du XIXe siècle, lorsque l'emploi de remblais sur le Tibre, fait cesser toutes les activités liées à la rivière disparue. Du port, il ne reste que deux rampes qui mènent à la rivière au-dessous de San Michele.
De nos jours, les activités sont liées aux services, tels que les bureaux de douane, des casernes ainsi que de la production artisanale spécialisée (cordes, menuiserie, etc.). Les seules traces visibles sont le nom du port donné à un restaurant à côté de la porte.

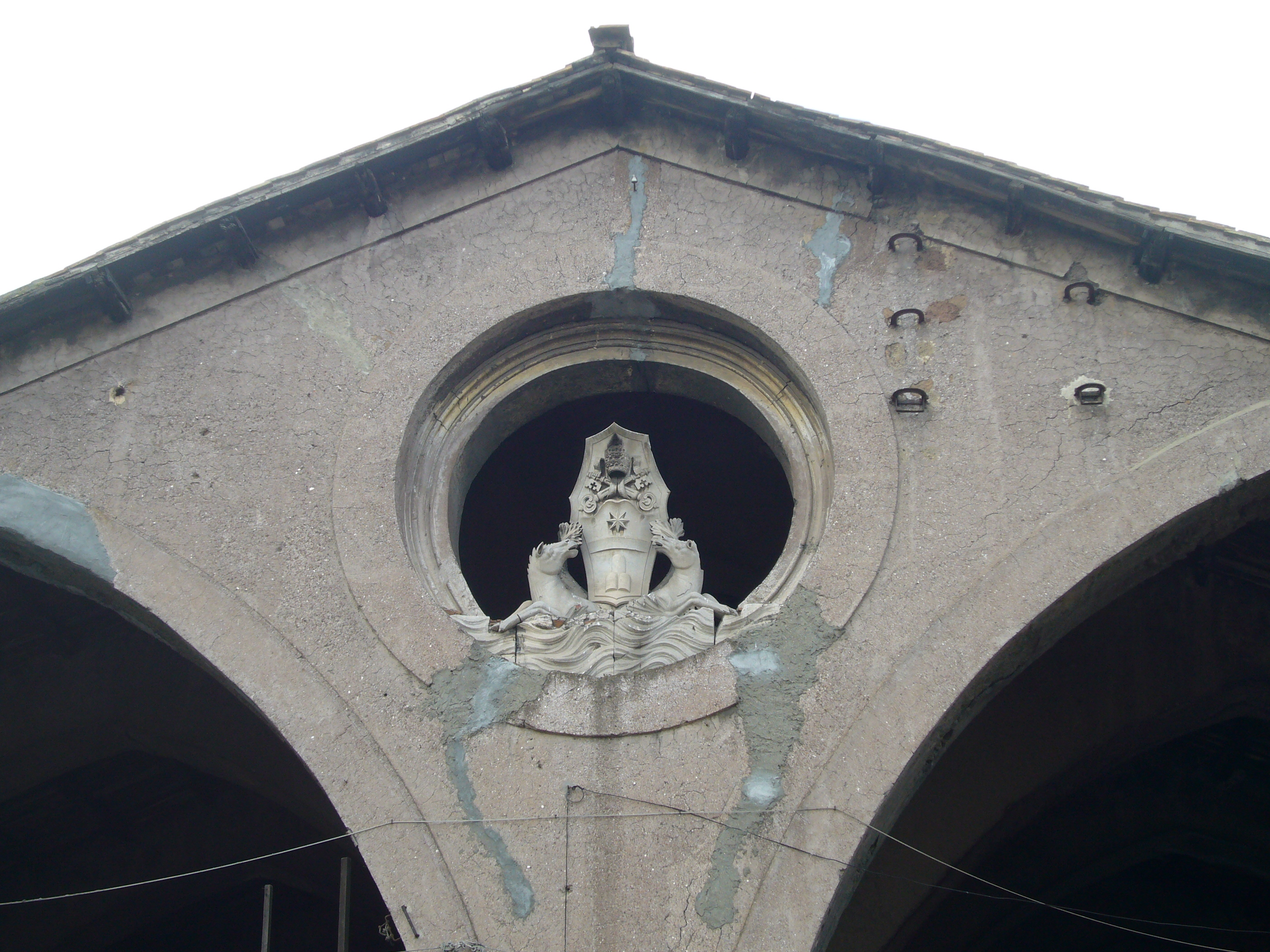
Détail des armes de Clément XI